# Роштуарен
Роштуарен (фр. Rochetoirin) — коммуна во Франции, находится в регионе Рона — Альпы. Департамент коммуны — Изер. Входит в состав кантона Тур-дю-Пен. Округ коммуны — Ла-Тур-дю-Пен.
Код INSEE коммуны — 38341. Население коммуны на 1999 год составляло 863 человека. Населённый пункт находится на высоте от 302 до 487 метров над уровнем моря. Муниципалитет расположен на расстоянии около 440 км юго-восточнее Парижа, 50 км юго-восточнее Лиона, 50 км северо-западнее Гренобля. Мэр коммуны — Marie-Christine Frachon, мандат действует на протяжении 2008—2014 гг.
Динамика населения (INSEE):